# 疏裂凤尾蕨
疏裂凤尾蕨（学名：Pteris finotii）为凤尾蕨科凤尾蕨属下的一个种。

## 扩展阅读
維基物種上的相關：疏裂凤尾蕨